# 플레비시토 광장

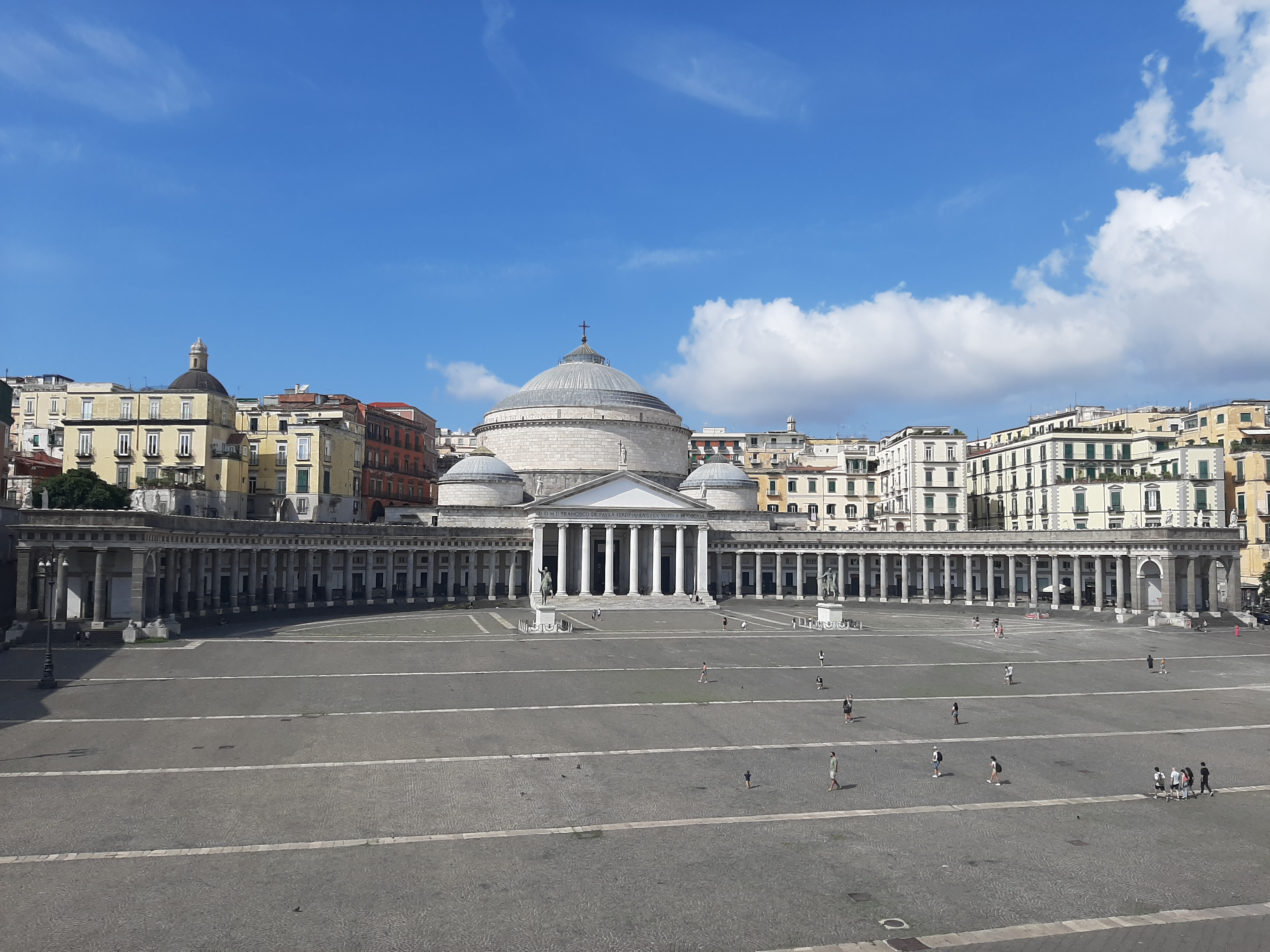
플레비시토 광장

플레비시토 광장(이탈리아어: Piazza del Plebiscito)은 이탈리아 캄파니아주 나폴리에 있는 광장이다.